# Psychischkrankengesetz
Das Psychischkrankengesetz (PsychKG M-V) ist ein Landesgesetz in Mecklenburg-Vorpommern.
Das Gesetz regelt 

1. die Hilfen für Menschen mit psychischen Krankheiten,

2. die Maßnahmen gegenüber Menschen mit psychischen Krankheiten,

3. a) die Unterbringung von Menschen mit psychischen Krankheiten nach diesem Gesetz, soweit das Verfahren nicht in dem Gesetz über das Verfahren in Familiensachen und in den Angelegenheiten der freiwilligen Gerichtsbarkeit geregelt ist,

b) den Vollzug der als Maßregel der Besserung und Sicherung angeordneten Unterbringung nach § 61 Nummer 1 und 2 des Strafgesetzbuches (Maßregelvollzug), insbesondere auch auf der Grundlage der §§ 7 und 73 des Jugendgerichtsgesetzes und der §§ 81 und 126a der Strafprozessordnung.
2016 wurde die Neufassung verabschiedet.
Im Juli 2017 entschied das Bundesverfassungsgericht im Falle einer Zwangsbehandlung zugunsten einer Patientin (Beschluss vom 19. Juli 2017, Az. 2 BvR 2003/14). Ihr wurde 2014 mit steigenden Dosen unter Gewaltanwendung von Pflegern, Ärzten und Schwestern Zypadhera verabreicht. Der Richter am Amtsgericht Waren (Müritz) führte der Klägerin gegenüber aus, dass die Zwangsmedikation notwendig sei, weil ihr jegliche Krankheits- und Behandlungseinsicht fehle. Die 14-tägige Behandlung mit einer Depotspritze sei zudem nicht mit erheblichen Gefahren für ihre Gesundheit verbunden. Sollte das verabreichte Medikament unerwünschte, nicht unerhebliche Nebenwirkungen entfalten, könne dies mit den behandelnden Ärzten besprochen werden und gegebenenfalls eine Medikamentenumstellung erfolgen. Das Bundesverfassungsgericht hingegen kritisierte das Fehlen des „vorherigen Bemühens um eine auf Vertrauen gegründete, im Rechtssinne freiwillige Zustimmung“. Unter anderem war der Patientin das Medikament unter Anwendung von Gewalt durch Pfleger, Arzt und Schwester verabreicht worden.
Insbesondere entschied das Bundesverfassungsgericht: „§ 23 Absatz 2 Satz 2 Alternative 1 des Gesetzes über Hilfen und Schutzmaßnahmen für psychisch Kranke des Landes Mecklenburg-Vorpommern (Psychischkrankengesetz – PsychKG M-V) in der Fassung der Bekanntmachung vom 13. April 2000 (Gesetz- und Verordnungsblatt für Mecklenburg-Vorpommern Seite 182, zuletzt geändert durch Artikel 4 des Änderungsgesetzes vom 9. November 2010, Gesetz- und Verordnungsblatt für Mecklenburg-Vorpommern Seite 642, 649) ist mit Artikel 2 Absatz 2 Satz 1 in Verbindung mit Artikel 19 Absatz 4 Satz 1 des Grundgesetzes unvereinbar und nichtig.“
Die mit der Verfassungsbeschwerde mittelbar angegriffene Norm wurde bereits 2016 außer Kraft gesetzt und neu gefasst. Ähnliche Formulierungen sind jedoch noch in drei anderen Bundesländern gültig, wie der Senat selbst bemerkte.